# البطم (الطيال)

تعديل مصدري - تعديل

البطم هي إحدى قرى عزلة بني جبر بمديرية الطيال التابعة لمحافظة صنعاء، بلغ تعداد سكانها 138 نسمة حسب تعداد اليمن لعام 2004.